# Assurance habitation en France
Pour un article plus général, voir Assurance habitation.
Une assurance habitation est, en droit français, une assurance destinée aux habitations de particulier et leurs annexes. Son objet principal est de couvrir les locaux, leur contenu et la responsabilité civile de ses occupants.
Les caractéristiques des contrats d'assurances habitation (couverture, niveau de garantis, durées, primes ou résiliation) varient d'un pays à un autre.

## Dénomination et obligations

### En France
Pour les contrats d’assurance habitation on parle de contrat MRH « multirisques habitation » (multirisques professionnels pour les locaux de professionnels), un type de contrat modulable grâce à des options supplémentaires de tout type permettant d'augmenter le niveau des garanties,
En France, l’assurance habitation n’est pas obligatoire pour les propriétaires occupants, mais peut être imposée par le règlement de copropriété si le bien en fait partie.
Le locataire d'un bien quant à lui est obligé de justifier au propriétaire qu'il a souscrit une MRH, l'absence de souscription étant une cause de rupture de contrat de bail.

## Les garanties
Les principales garanties qui peuvent être proposées sont découpées en plusieurs catégories :

### Les locaux et leur contenu
- L’incendie et événements assimilés : cette garantie couvre les dommages causés à la suite d'un incendie, d'une explosion, de la foudre ou bien des dégradations dues à la fumée.
- Le choc de véhicule : généralement il est une avance sur le recours contre le tiers responsable, c'est-à-dire que la garantie ne joue que lorsque l’assurance du véhicule est connue.
- Les dégâts des eaux : couvre les dommages causés à la suite d'une fuite d’eau, que ce soit une fuite de canalisation, une infiltration du toit, un débordement d’égouts. Certaines assurances couvrent les frais de réparations de l’origine de la fuite.
- Les catastrophes naturelles, et les événements climatiques.
- Les catastrophes technologiques.
- Les attentats et actes de terrorisme.
- Le cambriolage avec effraction, le vol et le vandalisme.
- Le bris de glace et/ou le bris des glaces du mobilier en verre.
- Les dommages électriques c'est-à-dire les dommages subis par les appareils et installations électriques consécutifs à la foudre ou à une surtension.
- La casse du mobilier quand elle est due à une personne habitant au foyer.
- Le contenu du réfrigérateur
- La garantie en valeur à neuf c'est-à-dire que le mobilier est remplacé selon son prix d’achat et non avec une vétusté déduite.
- Les bijoux
- Le mobilier professionnel
- Le jardin et ses clôtures

### Laresponsabilité civile
- Du bâtiment
- Des personnes
- Des animaux
- La responsabilité locative et villégiature
- Les activités de loisir
- Et certaines activités professionnelles (assistante maternelle, baby-sitting)

### Et des garanties annexes ou extensions de garanties
- La protection juridique
- la garantie contre les agressions ou pour les bagages
- L'assistance
- Les voitures d’enfants
- Les frais et pertes pécuniaires
- Les loyers impayés
- Rachat de franchise
- Canalisation
- Piscine

## Le contrat
- La durée : Les assurances habitations sont des contrats généralement d’un an qui se renouvellent par tacite reconduction à l’échéance anniversaire du contrat.

Le prix de l’assurance varie en fonction de plusieurs éléments :
- la surface habitable ou le nombre de pièces (généralement on ne compte que les pièces à vivre, c'est-à-dire en excluant la cuisine et la salle de bain) ;
- l’indice FFB ;
- la particularité du logement : piscine, véranda, alarme, cheminée, dépendances ;
- la qualité de l’occupant : propriétaire, locataire, propriétaire non occupant ou la copropriété ;
- le capital mobilier, c'est-à-dire le montant des affaires à l'intérieur du logement ;
- sa situation géographique.

L’assurance habitation n’est en aucun cas une assurance de  dommage ouvrage.

## La modification du contrat
Le contrat d'assurance habitation peut être modifié à la demande de l'assureur (par exemple ajout ou suppression d'une garantie) ou en cas de changement de situation (domicile, situation familiale, situation professionnelle). Il sera alors déterminé si ce changement de situation entraine une diminution du risque ou une aggravation du risque.

## La résiliation en France
La loi Hamon permet de résilier avec un préavis de un mois son contrat d’assurance habitation, après un an de souscription. La demande de résiliation peut être faite directement par le propriétaire tandis que c’est le nouvel assureur qui en fait la demande pour le locataire. La résiliation intervient alors sans frais ni pénalités. Cette loi, entrée en vigueur au 1er janvier 2015, vise à favoriser la concurrence entre assureurs et à baisser le coût pour les consommateurs. L'ancien assureur doit rembourser au prorata temporis la prime d'assurance, pour la période non couverte, dans un délai de 30 jours.
Il est possible résilier son assurance habitation soit à l'échéance avec le préavis prévu au contrat (maximum 2 mois) ou avec la loi châtel.
Il est aussi possible de résilier hors échéance selon les motifs prévu par le code des assurances en cas de déménagement, vente du bien immobilier, changement du risque, décès...

## Les sinistres

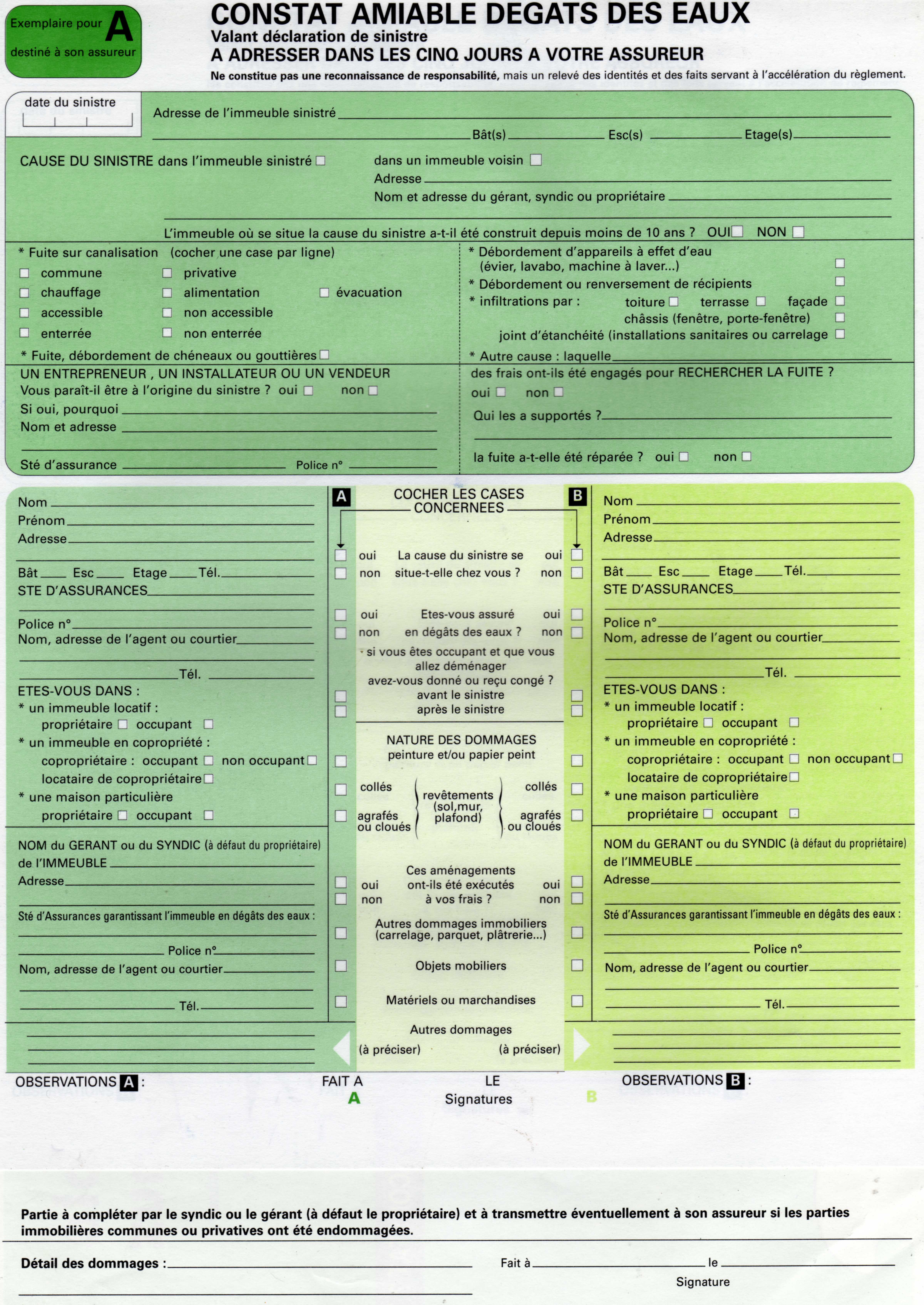
Constat de dégât des eaux.

En cas de sinistre, l'assuré a deux jours en cas de vol et cinq jours en cas d'accident pour déclarer le sinistre à son assurance (bien que cela ne soit opposable à l'assuré que dans de rares cas) et mettre en place des mesures d’urgence.
La déclaration de sinistre peut être faite soit grâce à un constat amiable de dégât des eaux soit par lettre manuscrite.
En cas de sinistre couvert une expertise est réalisée par un expert indépendant ou bien une entreprise agréée par l’assurance qui estime le prix des réparations ou des biens. Aucun texte légal ne fixe les délais d’expertise.
L'assurance habitation est un contrat à principe indemnitaire c'est-à-dire que le prix remboursé ne peut dépasser la valeur des dommages.
En cas de fausse déclaration à la souscription une déchéance de garantie peut être appliquée à l'assuré mais il peut y avoir aussi une règle proportionnelle de prime ou de capitaux.
Lors d’un sinistre plusieurs montants entrent en ligne de compte lors de l’indemnisation :
- la franchise : c’est le montant qui reste à la charge de l’assuré en cas de sinistre. En assurance habitation les franchises sont généralement absolues et la plupart du temps fixes, mais il est possible d’avoir des franchises variables en fonction du coût du sinistre. Plus la franchise est élevée plus la cotisation baisse ;
- les plafonds de garantie : ce sont les montants maximums sur lesquels la compagnie d’assurance s’engage. Ces montants apparaissent soit sur les conditions générales ou particulières obligatoirement remises à l’assuré ;
- la vétusté : c’est le pourcentage de dépréciation résultant de l’état ou l’âge d’un bien.

En cas de dégât des eaux, si au moins deux sociétés d’assurance sont impliquées, le sinistre est géré en fonction de la convention CIDRE qui, selon la cause du sinistre, le montant des réparations et des biens endommagés, pourra faire jouer la responsabilité locative du locataire ou bien  le contrat « propriétaire non occupant » du bailleur ou bien l'assurance multirisque immeuble du syndic.
La Convention CIDRE est remplacée depuis le 1er juin 2018 par la convention IRSI (Convention d’Indemnisation et de Recours des Sinistres Immeuble).